# Paula Wiesinger

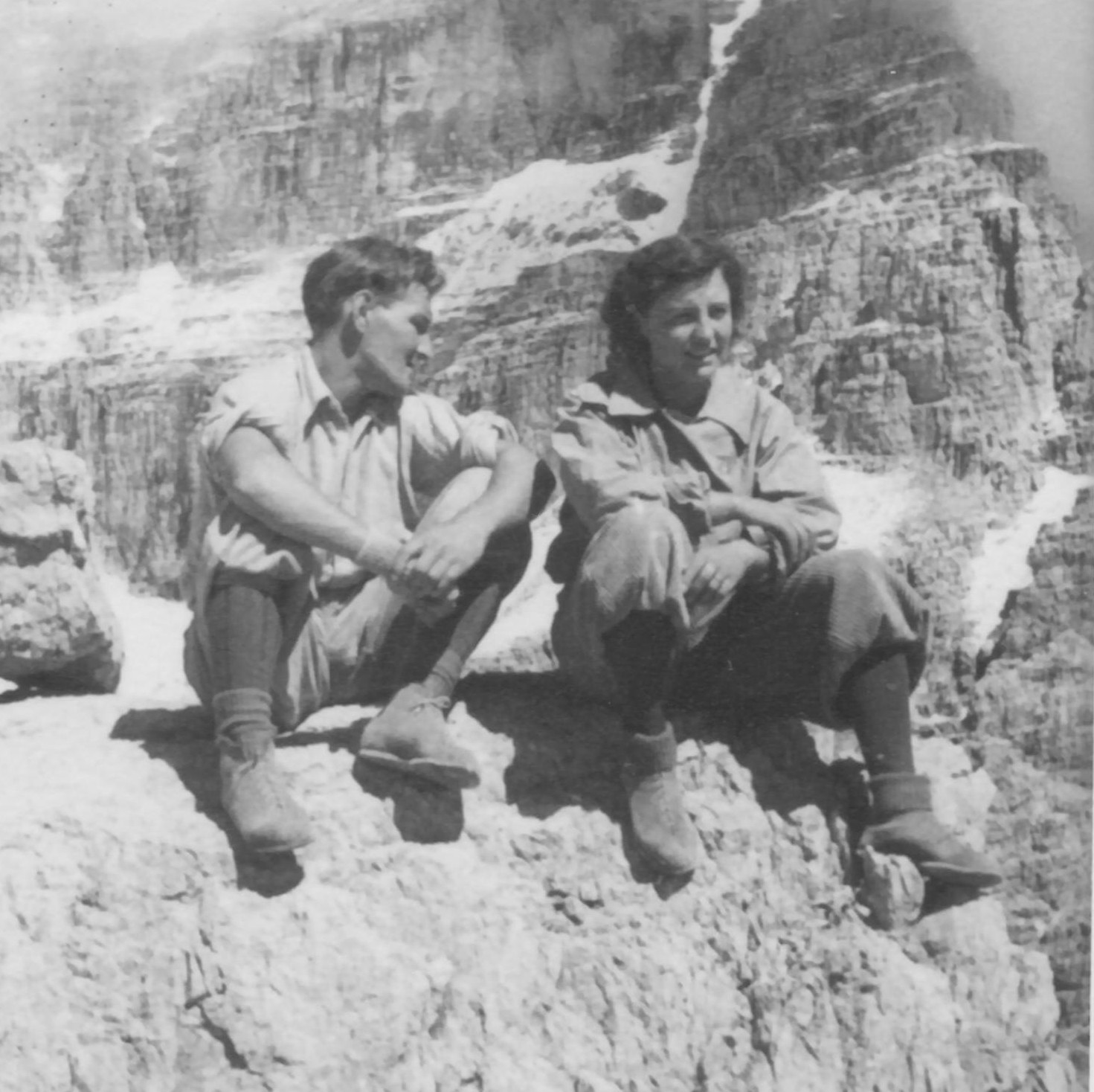
Paula Wiesinger und Hans Steger in den Dolomiten um 1930

Paula Wiesinger (verheiratet Paula Steger, * 27. Februar 1907 in Bozen, Österreich-Ungarn; † 12. Juni 2001 auf der Seiser Alm, Italien) war eine Bergsteigerin, Kletterin, Skirennläuferin und Gastronomin.
Wiesinger war eine der Pionierinnen des sechsten Grades im Klettern, eine der ersten Frauen, die in der damaligen Höchstschwierigkeit eine Seilschaft führen konnte. Das galt zu ihrer Zeit als absolut sensationell. Sie erschloss neue schwierige Kletterrouten in den Dolomiten wie z. B. die Ostroute der Rosengartenspitze, die Südroute des Winklerturms oder die Südkante der Punta Emma. 1932 gewann sie als Skiläuferin Gold bei der Weltmeisterschaft.

## Leben

### Herkunft und Jugend
Paula Wiesinger wurde in Bozen als Älteste von fünf Geschwistern geboren, sie hatte vier Schwestern und einen Bruder. Ihr Vater fiel im Ersten Weltkrieg, daher musste die Mutter als Köchin nach Sterzing ziehen, um die Familie zu ernähren. Die Kinder blieben bei den Großeltern in Bozen. Dadurch stand Wiesinger nicht unter ständiger Kontrolle ihrer Eltern und genoss für ein Mädchen eine für damalige Verhältnisse ungewöhnliche Freiheit. Sie selbst meinte, das sei ihr Glück gewesen und habe ihr erlaubt, stets zu tun, was sie wollte. Und sie wollte Bergsteigen, Klettern und Skifahren, alles für ein Mädchen ihrer Zeit sehr ungewöhnliche Tätigkeiten; mit dem Bergsport war sie bei den Besuchen bei ihrer Mutter in Sterzing in Berührung gekommen. Besonders in den Dolomiten fühlte sie sich wohl, hier verbrachte sie den Großteil ihres Lebens.

### Beruf und Ehe
Wiesinger arbeitete als Büroangestellte, später auch als Verkäuferin in einem Süßwarenladen. Ihr Ehrgeiz richtete sich aber nicht auf diese Tätigkeiten, sie dienten ihr eher als notwendige Basis zur Absicherung des Lebens. Ihren Lohn steckte sie häufig in die notwendige Ausrüstung, wie z. B. in neue Ski.
Da Wiesinger sich nicht viel um gesellschaftliche Konventionen scherte, war es Wiesinger und Steger auch nicht wichtig, ihre Beziehung zu legalisieren. Erst als Steger als deutscher Staatsbürger in Südtirol kein Bleiberecht mehr hatte (Option in Südtirol) und daher eine Bindung an Südtirol nachweisen musste, heirateten Wiesinger und Steger. Ob Steger sich durch die Eheschließung auch einer drohenden Einberufung entziehen wollte, lässt sich heute nicht mehr nachvollziehen.

### Bergführerin und Gastronomin
Wiesinger beherrschte den damals höchstmöglichen Schwierigkeitsgrad im Klettern und führte selbstständig Touren. Dies befähigte sie dazu, als Bergführerin zu arbeiten. Selbst der belgische König Albert I. buchte Wiesinger häufig als Bergführerin für seine Urlaube in Südtirol. Der König erwies sich als gute Referenz für zukünftige Kunden. Auch sein Sohn Leopold kletterte bald mit Wiesinger in den Dolomiten.
Noch vor dem Zweiten Weltkrieg wandte sich Wiesinger dem Tourismus zu, indem sie ein Hotel am Pordoipass übernahm. Kurz nach dem Krieg erwarb Wiesinger mit ihrem Mann und Kletterpartner Hans Steger die Dellai-Hütte auf der Seiser Alm, die sie zum Hotel Steger-Dellai ausbaute. Sie leitete das Hotel bis 1998 und starb im Alter von 94 Jahren auf der Seiser Alm. Steger war bereits 1989 gestorben. Nach ihrem Tod ging das Hotel in eine Stiftung über, die neben dem Hotel die Aufgabe hat, die Erhaltung und Förderung der Seiser Alm als Naturschutzgebiet zu gewährleisten und die Bergrettung in den Dolomiten zu unterstützen. Im Jahr 2006 wurde der Hans und Paula Steger-Wanderweg auf der Seiser Alm zum Gedenken an beide eröffnet. Dieser mit Info-Tafeln ausgestattete Informationsweg führt zum Großteil über die gesamte Seiser Alm und bietet besondere Aus- und Einblicke in die Landschaft der Alm und der Dolomiten rund um den Schlern, Platt- und Langkofel.

## Bergsteigerin und Kletterin

### Anfänge
In die Berge kam Wiesinger über das Skifahren; Sterzing galt damals bereits als gefragtes Skigebiet. Hier lernte Wiesinger den später berühmten Kletterer Gino Solda kennen, mit dem sie erst auf Skitour und später zum Klettern ging. Durch ihn fand Wiesinger auch Anschluss an andere Bergsteiger und stand bereits im darauffolgenden Sommer auf zahlreichen Gipfeln. Als Solda zum Militär eingezogen wurde, begann Wiesinger selbständig, Ziele und Klettertouren zu suchen. 1928 begegnete ihr beim Klettern im Rosengarten Hans Steger; beide waren ehrgeizig, voller Tatendrang, und hatten ein ähnliches Leistungsniveau. Die beiden bündelten ihre Kräfte und durchkletterten die aus dem Fischleintal aufragende, achthundert Meter hohe Nordwand des Einserkofels in direkter Linie. Ihr Weg der Jugend ist eine heute noch als sehr schwierige, sehr ernsthafte Tour bekannt.

### Die leistungsstärksten Jahre
1928 kletterten Wiesinger und Steger durch den Preußriss der Kleinen Zinne in den Dolomiten; im selben Jahr durchkletterten sie in der Gipfelfalllinie die Nordwand des Großen Ödsteins (2355 m) im Gesäuse. Im selben Jahr glückte ihnen auch eine Direktroute an der 600 m hohen Ostwand der Rosengartenspitze. Wiesinger und Masè-Dari waren in einem vorangegangenen Versuch schon weit gekommen, ehe ein Wettersturz sie zum Rückzug zwang. Mit Steger klappte der Durchstieg dann, die so genannte Steger ist heute noch ein Klassiker. Wiesinger gelang auch der Durchstieg der Civetta-Nordwestwand auf der Solleder Route. Dies war erst die achte Begehung und die erste Frauenbegehung und das, obwohl der Erstbegeher Emil Solleder hatte verlauten lassen, dass „diese, seine Wand nie von einer Frau durchstiegen werden könnte“. Das wurde von Wiesinger bereits nach drei Jahren widerlegt (Erstbegehung 1925, Durchstieg Wiesinger 1928).
Wiesinger hat in den Dolomiten schwierigste Routen erstbegangen, wie z. B. am 11. September 1928 den Nordpfeiler des Einserkofels über den Weg der Jugend oder die Südwand des Winklerturms, an der Civetta, die direkte Ostwand an der Rosengartenspitze sowie die Südkante der Punta Emma (beide Rosengartengruppe). Die Nordwand des Zwölferkofels bestieg sie als zweite Seilschaft, den Südpfeiler der Marmolata als vierte. In all diesen Routen war Wiesinger die erste Frau. Allein in den Dolomiten machte sie bis 1934 mindestens 62 Kletterrouten, davon 28 im fünften und 7 im sechsten Grad. Ihr herausragendes Kletterkönnen stellte sie unter Beweis, indem sie selbständig Routen bis zum sechsten Grad führte, damals die absolut höchste Schwierigkeit im Klettern.
In der Kletterliteratur sind die meisten Routen, die sie mit Hans Steger erstbegangen hat, als „Steger“ genannt, obwohl sie eigentlich „Wiesinger/Steger“ heißen müssten. Verheiratet waren Paula und Hans nämlich lange nicht; sie gaben sich erst am 27. Juli 1942 in Innsbruck das Ja-Wort.
Die Begeisterung für das Bergsteigen sollte sie ein Leben lang begleiten. Noch mit 71 Jahren bestieg sie zusammen mit Steger den Langkofel über die Normalroute, was sie mit den Worten kommentierte „damit wir endlich auch den gewöhnlichen Weg gegangen sind“.

### Erstbesteigungen von Klettertouren
Paula Wiesinger gehörte zu den erfolgreichsten Bergsteigerinnen der Zwischenkriegszeit, sie übernahm auch im schwierigsten Fels die Führung (Vorstieg). Ihr gelangen eine Reihe sensationeller Erstbegehungen in den Dolomiten, häufig zusammen mit ihrem Lebenspartner und späteren Ehemann Hans Steger. In sehr vielen Touren war sie die erste Frau, die diese bewältigte. Auszug aus ihren Erstbegehungen bzw. ersten Damenbegehungen:
- 1928: Sextener Dolomiten: Zinne, Direkte Nordostkante
- 1928: Sextener Dolomiten: Preußturm, Kleinste Zinne, Nordostwand Preußriss (V, 250 m)
- 1928: Sextener Dolomiten: Einserkofel, Nordpfeiler / Nordkante, Weg der Jugend (VI−/A1, 800 m)
- 1928: Sextener Dolomiten: Einserkofel, Direkte Nordwand (V+, 900 m)
- 1929: Vajolettürme, Rosengarten: Winklerturm, Direkte Südwand, Stegerführe (VI, 120 m)
- 1929: Rosengarten, Dolomiten: Guglia Franca über die Südflanke
- 1929: Rosengarten, Dolomiten: Rosengartenspitze, Direkte Ostwand, Steger (VI−, 600 m)
- 1929: Rosengarten, Dolomiten: Punta Emma, Südostwand, Steger (V+, 240 m)
- 1929: Rosengarten, Dolomiten: Punta Emma, Südkante (V+/A0, 260 m)
- 1929: Schlern, Dolomiten: Schlern, Burgstall, Ostwand, Pfeilerrisse
- 1931: Sextener Dolomiten: Elferturm, Nordwestkante
- 1933: Brenta, Dolomiten: Punta die Campiglio, Westgipfel, Südwand Stegerführe (IV, 700 m)
- 1934: Rosengarten, Dolomiten: Rosengartenspitze, Nordwand Piazverschneidung/ direkte Variante

## Skirennläuferin
Wiesinger war auch eine ausgezeichnete und erfolgreiche Skirennläuferin. Von 1931 bis 1936 gewann sie insgesamt 15 italienische Meistertitel. 1932 wurde sie in Cortina d’Ampezzo Weltmeisterin in der Abfahrt. In der Kombination wurde sie zudem Sechste. Ihren Erfolg bestätigte sie im darauffolgenden Jahr mit einem vierten Platz in der Abfahrt bei den Weltmeisterschaften in Innsbruck. In St. Moritz wurde sie 1934 noch einmal Fünfte im Slalom und stellte in der Marmolata einen Streckenrekord auf, der erst nach dem Zweiten Weltkrieg gebrochen wurde. Im selben Jahr fuhr sie beim Breithornrennen als einzige Frau mit und erreichte unter 100 Männern den 12. Platz. Sie hatte das Glück, mit der Millionärin Hulda Tutino-Steel eine Mäzenin gefunden zu haben, die ihre sportlichen Ambitionen unterstützte. Über sieben Jahre gehörte Wiesinger der italienischen Skinationalmannschaft an, innerhalb derer sie eine Führungsrolle einnahm.
Ab 1943 arbeitete Wiesinger mit Luis Trenker an dessen Film Im Banne des Monte Miracolo, in dem Wiesinger die Skiszenen für die Schauspielerin Evi Maltagliati übernahm.

### Erfolge und Wettkämpfe
- Olympische Winterspiele Garmisch-Partenkirchen 1936: 16. Kombination

Alpine Skiweltmeisterschaften:
- Cortina d’Ampezzo 1932: 1. Abfahrt, 6. Kombination, 13. Slalom
- Innsbruck 1933: 4. Abfahrt, 11. Kombination, 19. Slalom
- St. Moritz 1934: 5. Slalom, 11. Kombination, 12. Abfahrt

Wiesinger wurde 15-fache italienische Meisterin:
- Slalom (4): 1931, 1933, 1934, 1936
- Abfahrt (5): 1931, 1932, 1934, 1935, 1936
- Kombination (6): 1931 bis 1936

## Bedeutung und Rezeption
Ein bezeichnender und oft zitierter Ausspruch Wiesingers lautete: „isch jo gleich, ob dr Hons vorgaht oder i“ (hochdeutsch: „es ist einerlei, ob Hans vorsteigt (führt) oder ich“). Damit galten Wiesinger und Steger nach Meinung der Bergsteigerszene Ende der 1920er, Anfang der 1930er Jahre ein alpines Traumpaar: Hier waren zwei ebenbürtige, talentierte Partner zusammengetroffen. Wiesingers Stärke beim Klettern drückte sich durch ein gutes Gefühl für Fels und Linienführung aus. Risse und Kamine, wie sie in den Dolomiten häufig vorkommen, waren ihre besondere Stärke. Da Hans Steger besonders gut in Platten und Reibungsklettern war, ergänzten sich die beiden perfekt.
Wiesinger war zu ihrer Zeit eine der besten Bergsteigerinnen und hatte mehr Mut und Erfahrung als die meisten männlichen Bergsteiger in den Dolomiten. Sie war nicht nur eine gute Kletterin, sondern bewies auch Ausdauer und Nervenstärke: In der Südwand der Marmolata wurden sie und zwei Bergkameraden von einem Wettersturz überrascht. Nachdem der Seilerste vom Blitz getroffen worden war, massierte sie ihn und baute ein Biwak für den Verletzten. Am nächsten Tag gelang es ihr und dem Dritten, den Verletzten auf eine Terrasse zu bringen, wo sie ein zweites Mal biwakierten. Am dritten Tag überfiel auch den zweiten Mann Schwäche, und Wiesinger entschloss sich, alleine weiterzusteigen, da sie ein drittes Biwak kaum überlebt hätten. Oben traf sie Bergführer, die bereits eine Rettung eingeleitet hatten, und teilte diesen den genauen Standort der verletzten Männer mit. Die Bergführer holten die beiden Männer aus der Wand und brachten sie nach Bozen in ein Krankenhaus, wo sie zwei Monate lang behandelt wurden. Wiesinger dagegen kam um 2 Uhr nachts in Bozen an und war am nächsten Morgen wieder bei der Arbeit.